# Doxocopa myia
Doxocopa myia är en fjärilsart som beskrevs av Hans Fruhstorfer 1907. Doxocopa myia ingår i släktet Doxocopa och familjen praktfjärilar. Inga underarter finns listade i Catalogue of Life.